# Tipula (Pterelachisus) horningi
Tipula (Pterelachisus) horningi is een tweevleugelige uit de familie langpootmuggen (Tipulidae). De soort komt voor in het Nearctisch gebied.